# 公用負担法
公用負担法（こうようふたんほう）とは、特定の公益需要を充たすために強制的に行政客体に課される経済的負担。

## 概要
日本国憲法第29条により、法律の根拠を必要とするが、条例も根拠法となるかについては争いがある。特定の公益事業のために必要な作為・不作為又は給付の義務を特定の人に課す人的公用負担と、特定の公益事業に必要な特定の財産権に固着して課す物的公用負担に大別され、さらに以下のように細分化される。
- 人的公用負担
負担金
労役・物品負担
夫役現品

- 物的公用負担
公用制限
公物制限
負担制限
公用使用
公用収用
公用権利変換
公用換地
権利変換

## 人的公用負担
権利者と義務者の関係は、公法上の債権債務関係である。

### 負担金
公益事業につき、特定の利害関係を有する者に、その事業費の全部又は一部を負担する公法上の給付義務。受益者負担金と原因者負拠金がある。

### 労役・物品負担
公益事業につき、需要を充当させるために必要な労役又は物品給付をする公法上の義務。災害対策基本法65条の労役提供命令など。

### 夫役現品
公益事業につき、需要を充当させるために必要な労（夫）役又は物（現）品給付か、これに代えて金銭給付か、の何れかを選択してなすべき公法上の選択的義務。

## 物的公用負担

### 公用制限
公益事業につき、需要を充当させるために必要な特定の財産権に固着して課される公法上の制限。公物制限、負担制限、公用使用とがある。
公物制限は、目的に必要な限度で土地又は物権に加える場合である。負担制限は、事業に対し局外の地位にある財産に公法上制限を加え、その目的物に、一定の作為・不作為又は受忍の義務を加える場合である。公用使用は、私人の財産権につき公法上の使用権を取得し、権利者が受忍義務を負う場合である。
公物制限は、特別犠牲の性質を有する場合には、損失補償が必要であるが、負担制限の場合、損失補償は不要である。

### 公用収用
公益事業につき、その用に供するため他人の特定の財産権を強制的に取得すること。土地収用法を一般的根拠法とする。土地収用法の適用は、事業の種類、目的の種類によって限定される。事業の起業者は、国又は地方公共団体に限られず、私人も起業者となりうる。私人が起業者となるときは、国の収用権の設定により、私人が収用者となる。金銭補償が原則であるが、例外的に現物補償も認められている。収用による取得は原始取得である。しかし、被収用者には、原則として買戻権（買受権）が認められている（土地収用法106条）。損失補償額に関する不服は、形式的当事者訴訟によるが（土地収用法133条）、それ以外の事項に関する不服は、審査請求・取消訴訟のいずれによるかは当事者の自由である。

### 公用権利変換
土地利用の増進という公の目的のために、権利者の意思に関わらず、土地の権利関係に直接変換をもたらす。公用換地と権利変換とがある。公用換地には、土地区画整理法に基づく土地区画整理事業などがある。